# آب‌انبار نو مریم‌آباد
آب‌انبار نو مریم آباد مربوط به اواخر دوره قاجار است و در یزد، محله زرتشتیان، جنب کوچه ۲۴ واقع شده و این اثر در تاریخ ۹ اردیبهشت ۱۳۸۲ با شمارهٔ ثبت ۸۵۳۰ به‌عنوان یکی از آثار ملی ایران به ثبت رسیده است.